# Idli
L’Idli (o idly) è un tipo di tortine di riso salate, proveniente dal subcontinente indiano, popolare come cibo per la colazione nell'India meridionale e nel nord dello Sri Lanka. Le tortine sono fatte cuocendo a vapore una pastella a base di lenticchie nere fermentate (sbucciate) e riso. Il processo di fermentazione rompe gli amidi in modo che siano più facilmente metabolizzati dal corpo.
L'Idli ha diverse varianti, tra cui rava idli, fatte con semolino. Le varianti regionali includono sanna di Konkan e enduri pitha di Odisha.

## Storia
Un precursore dell'idli moderno è menzionato in molte antiche opere indiane. Vaddaradhane, un lavoro in lingua kannada del 920 d.C. di Shivakotiacharya, menziona "iddalige", preparato solo da una pastella di lenticchie vigna mungo. Chavundaraya II, l'autore della prima enciclopedia Kannada disponibile, Lokopakara (1025 d.C.), descrive la preparazione di questo cibo immergendo il vigna mungo nel latticello, macinato in una pasta fine e mescolato con l'acqua limpida di cagliata e spezie. Il re e studioso occidentale Chalukya Someshwara III, che regnava nell'area ora chiamata Karnataka, includeva una ricetta idli nella sua enciclopedia, Manasollasa (1130 d.C.). Questa opera in sanscrito descrive il cibo come iḍḍarikā. Il cibo preparato con questa ricetta è ora chiamato uddina idli in Karnataka.
La ricetta menzionata in queste antiche opere indiane lascia fuori tre aspetti chiave della moderna ricetta: l'uso del riso (non solo il vigna mungo), la lunga fermentazione della miscela e la cottura a vapore per la morbidezza. I riferimenti alla ricetta moderna compaiono nelle opere indiane solo dopo il 1250 d.C. Lo storico del cibo K. T. Achaya ipotizza che la ricetta moderna idli potrebbe aver avuto origine nell'attuale Indonesia, Paese che ha una lunga tradizione di alimenti fermentati. Secondo lui, i cuochi impiegati dai re indù dei regni indiani potevano aver inventato l'idli cotto al vapore lì, e portato la ricetta in India durante l'800-1200 d.C.. Achaya menzionò un piatto indonesiano chiamato "kedli", che secondo lui era come un idli. Tuttavia, Janaki Lenin non è stata in grado di trovare alcuna ricetta per un piatto indonesiano con questo nome.
L'opera Gujarati Varṇaka Samuccaya (1520 d.C.) menziona idli come "idari", e menziona anche la sua variante locale "idada" (una versione non fermentata di dhokla). Il primo Tamil esistente che la menziona (come "itali") è il Maccapuranam, datato al XVII secolo.

## Preparazione

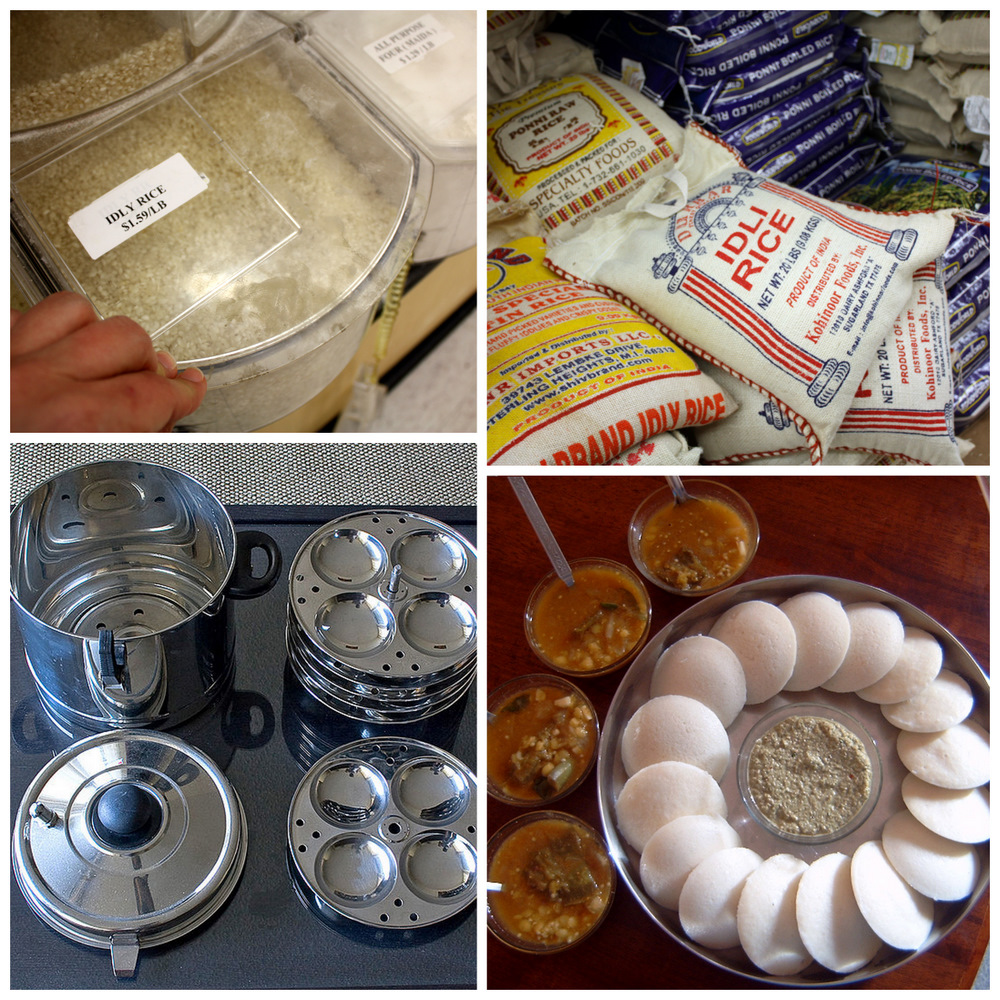
Ingredienti ed attrezzatura di base

Per preparare Idli, quattro parti di riso crudo (riso Idli o parboiled) ad una parte di lenticchie vigna mungo vengono messe a bagno separatamente per almeno quattro ore o sei ore o durante la notte. Facoltativamente, le spezie come i semi di fieno greco possono essere aggiunte al momento dell'immersione per un ulteriore sapore. Una volta fatto l'ammollo, le lenticchie vengono macinate in una pasta fine e il riso viene macinato separatamente e grossolanamente, per poi venire uniti. Successivamente, la miscela viene lasciata fermentare durante la notte durante la quale il suo volume raddoppia. Dopo la fermentazione, parte della pastella può essere conservata come coltura iniziale per la produzione successiva. La pastella idli finita viene messa in stampi unti di apposite teglie per la cottura a vapore. Gli stampi perforati permettono all'idli di essere cotte in modo uniforme. La teglia stampata tiene i vassoi sopra il livello di acqua bollente in una pentola, e la pentola viene coperta fino a quando le idli sono pronte (circa 10-25 minuti, a seconda delle dimensioni). Un metodo più tradizionale consiste nell'utilizzare foglie anziché stampi.

## Servizio

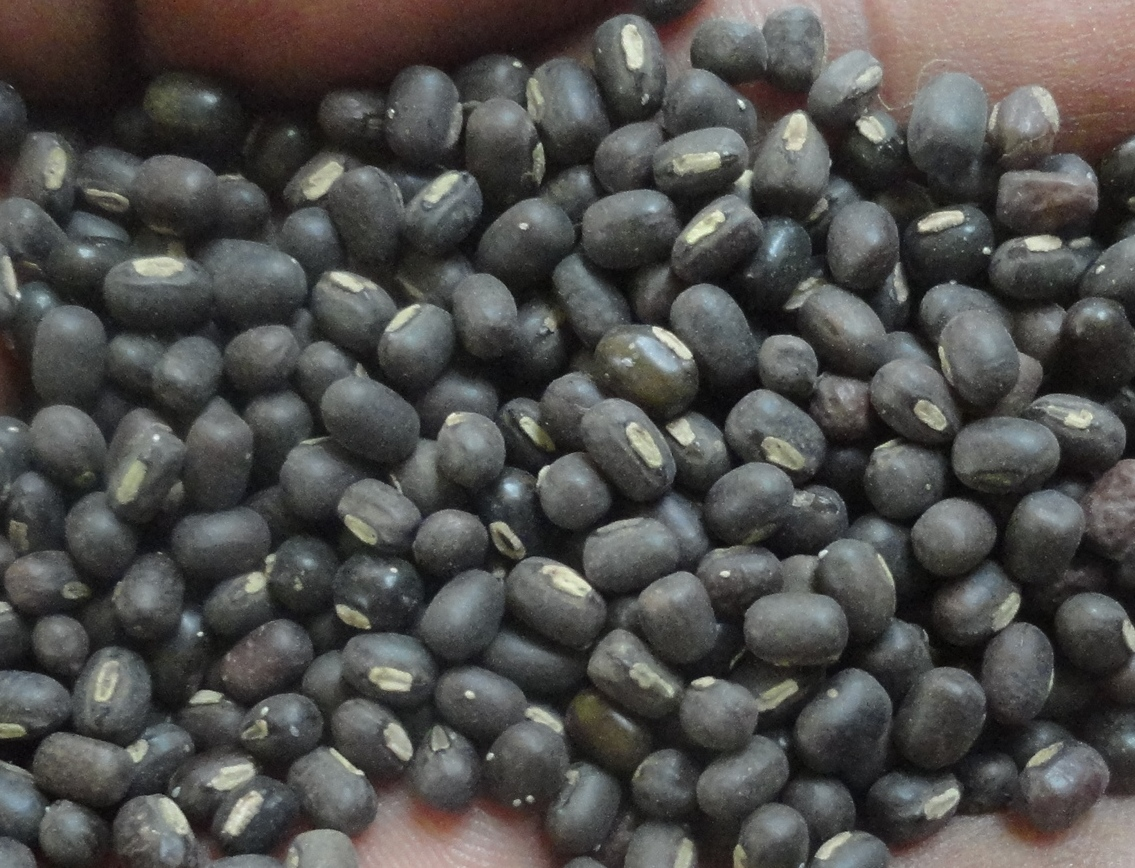

Dal momento che i semplici idli hanno un gusto delicato, un condimento è considerato essenziale. Le idli sono spesso serviti con sambar ma questo varia molto per regione e gusto personale. Le idli sono anche spesso serviti con chutney (a base di cocco), chutney di kaara (a base di cipolla) o curry di pesce piccante. La miscela di spezie asciutte idli podi è conveniente durante il viaggio.

## Varianti
Con l'emigrazione degli indiani del sud e dello Sri Lanka in tutte le regioni del mondo, sono state create molte variazioni sull'idli oltre alle innumerevoli variazioni locali. Ingredienti difficili da ottenere e abitudini di cottura diverse hanno richiesto cambiamenti negli ingredienti e nei metodi. Il riso parboiled può ridurre considerevolmente il tempo di macerazione. Può anche essere usato riso macinato acquistato in negozio o la crema di riso. Allo stesso modo, la semola o la crema di grano possono essere utilizzate per la preparazione di rava idli (di frumento). Dahi (yogurt) può essere aggiunto per fornire il sapore aspro per pastelle non fermentati. I mix preconfezionati consentono idli quasi istantanee.
In aggiunta o al posto del fieno greco si possono usare altre spezie come semi di senape, peperoncino, cumino, coriandolo, zenzero, ecc. Lo zucchero può essere aggiunto per renderli dolci anziché salati. Possono anche essere farcite con un ripieno di patate, fagioli, carote e masala. Le idli avanzate possono essere tagliate o tritate e saltate per un piatto chiamato idli upma. Si può anche preparare il dahi idli combinando cagliata e idli insieme e poi temperare il piatto. Invece di un piano cottura a vapore, il forno a microonde o elettrico e gli stampi per idli sono disponibili con un pratico rivestimento antiaderente. La preparazione manuale impasto infine può essere sostituito da frullatori sistemi di mescita elettronici. Molti ristoranti hanno anche inventato ricette fusion di Idlis come idli manchuriane, idli fritte, idli fredde e molte idee diverse.

## Processo di fermentazione
La fermentazione della pastella idli provoca sia la lievitazione causata dalla generazione di anidride carbonica sia un aumento dell'acidità. Questa fermentazione viene eseguita da batteri lattici, in particolare il ceppo eterofermante Leuconostoc mesenteroides e il ceppo omofermantativo Enterococcus faecalis . I batteri lattici eterofermantativi come la L. mesenteroides generano sia acido lattico che anidride carbonica, mentre i batteri lattici omofermantativi generano solo acido lattico.
Sia L. mesenteroides che E. faecalis vengono prevalentemente inviati alla pastella dalle lenticchie. Entrambi i ceppi iniziano a moltiplicarsi mentre i grani sono in ammollo e continuano a farlo dopo la macinazione.
L. mesenteroides tollera alte concentrazioni di sale a differenza della maggior parte degli altri batteri. Quindi il sale nella pastella e la generazione in corso di acido lattico sopprimono la crescita di altri microrganismi indesiderabili.